# Elisabeta Lazăr
Elisabeta Lazăr (ur. 22 sierpnia 1950 w Aradzie) – rumuńska wioślarka, brązowa medalistka olimpijska i srebrna medalistka mistrzostw świata.

## Kariera
Wystąpiła na igrzyskach olimpijskich w Montrealu w 1976, gdzie osada Rumunii w składzie: Ioana Tudoran, Maria Micșa, Felicia Afrăsiloaie, Elisabeta Lazăr i Elena Giurcă (sternik) zdobyła złoty medal w czwórkach podwójnych ze sternikiem. W finale uplasowały się o 2,77 sekundy za osadą NRD oraz 0,27 sekundy za osadą ZSRR. Był to debiut tej konkurencji w programie olimpijskim. Był to zarazem jej jedyny start olimpijski.
W czwórkach podwójnych zdobyła również srebro na mistrzostwach świata w Lucernie (1974). 
Ponadto w tej samej konkurencji zdobyła złote medale na mistrzostwach Europy w Tata (1970) i mistrzostwach Europy w Kopenhadze (1971) oraz srebrny podczas mistrzostw Europy w Moskwie (1973). 